# Halisahar
Halisahar ist eine Stadt im indischen Bundesstaat Westbengalen mit rund 125.000 Einwohnern (Volkszählung 2011) mit dem Status einer Municipality. Sie liegt im Distrikt Uttar 24 Pargana und ist Teil der Agglomeration Kolkata.

## Bevölkerung
Der lange Zeit starke Anstieg der städtischen Bevölkerungszahlen beruhte im Wesentlichen auf der Zuwanderung von Familien aus ländlichen Regionen. 2011 war erstmals ein Bevölkerungsrückgang zu verzeichnen.
| Jahr      | 1991    | 2001    | 2011    |
| Einwohner | 117.539 | 130.621 | 124.939 |

Halisahar hat ein Geschlechterverhältnis von 908 Frauen pro 1000 Männer und damit einen für Indien häufigen Männerüberschuss. Die Stadt hatte 2011 eine Alphabetisierungsrate von 88,36 % (Männer: 92,15 %, Frauen: 84,20 %).  Die Alphabetisierung liegt damit weit über dem nationalen Durchschnitt und dem von Westbengalen. Knapp 89,8 % der Bevölkerung sind Hindus, ca. 9,7 % sind Muslime und ca. 0,5 % gaben keine Religionszugehörigkeit an oder praktizierten andere Religionen. 8,9 % der Bevölkerung sind Kinder unter 6 Jahre.

## Infrastruktur
Die Stadt hat einen Bahnhof, der sie mit dem Nahe gelegenen Kolkata und weiteren Städten verbindet.